# HAVAL
HAVAL — однонаправлена хеш-функція, розроблена Yuliang Zheng (англ.), Josef Pieprzyk (англ.) і Jennifer Seberry (англ.) в 1992 році. Для довільного вхідного повідомлення функція генерує хеш-значення, зване дайджестом повідомлення, яке може мати довжину 128, 160, 192, 224 або 256 біт. Кількість ітерацій — змінна, від 3 до 5. Кількість раундів на кожній ітерації — 32. Є модифікацією MD5.

## Порівняння HAVAL і MD5
На відміну від хеш-функції MD5, у якої дайджест і число ітерацій мають фіксовані розміри, HAVAL надає 15 різних варіантів алгоритму за рахунок комбінування довжини дайджесту і числа ітерацій. Це забезпечує більшу гнучкість і, отже, робить хеш-функцію більш підходящою для додатків, в яких потрібна різна довжина хешу повідомлення і різний рівень безпеки.
Експерименти показали, що HAVAL на 60% швидше MD5 при 3-х ітераціях, на 15% - при 4-х ітераціях і настільки ж швидкий при п'яти ітераціях.

## Колізії HAVAL
Колізія хеш-функції - це отримання однакового значення функції для різних повідомлень.
У 2003 році Bart Van Rompay, Alex Biryukov (англ.) і ін. виявили колізію для 3-ітераційного HAVAL. Для знаходження цієї колізії було потрібно приблизно 229 виконань функції стиснення H.
У 2004 році китайські дослідники Wang Xiaoyun (англ.), Feng Dengguo, Lai Xuejia (англ.) і Yu Hongbo оголосили про виявлену ними уразливості в 3-ітераційному HAVAL-128, що дозволяє за 27 HAVAL-обчислень знаходити колізії.
У 2006 році група китайських вчених на чолі з Wang Xiaoyun і Yu Hongbo провели дві атаки на 4-ітераційний HAVAL, що зажадали 243 і 236 операцій хешування відповідно. Вони ж запропонували першу теоретичну атаку на 5-ітераційний HAVAL з числом операцій хешування, приблизно рівним 2123.